# Oude watertoren (Steenbergen)
De oude watertoren van de Nederlandse stad Steenbergen was een ontwerp van H. Sangster. De watertoren was 42,25 m hoog en had een enkel waterreservoir met een inhoud van 300 m³. Deze watertoren is op 3 november 1944 door Duitse troepen verwoest.